# Saint-Romain-de-Surieu
 Saint-Romain-de-Surieu  es una población y comuna francesa, en la región de Ródano-Alpes, departamento de Isère, en el distrito de Vienne y cantón de Roussillon.

## Demografía
| 211 | 206 | 198 | 213 | 249 | 246 |
| Para los censos de 1962 a 1999 la población legal corresponde a la población sin duplicidades (Fuente: INSEE [Consultar]) |     |     |     |     |     |